# Robert Kipkorir Kipchumba
Robert Kipkorir Kipchumba (* 24. Februar 1984 in Kaptul bei Kapsowar, Marakwet District) ist ein kenianischer Langstreckenläufer.

## Leben
2000 gewann er das Juniorenrennen der Crosslauf-Weltmeisterschaften in Vilamoura, wurde Juniorenweltmeister im 10.000-Meter-Lauf und siegte beim Giro Media Blenio. 2004 gewann er die Stramilano und konzentrierte sich fortan auf den Straßenlauf.
2006 wurde er jeweils Zweiter beim Rotterdam-Halbmarathon und bei den Straßenlauf-Weltmeisterschaften in Debrecen über 20 km. Im Jahr darauf siegte er beim Lissabon-Halbmarathon. Bei den Straßenlauf-Weltmeisterschaften 2007 in Udine belegte er den 15. Platz und holte wie im Vorjahr mit dem kenianischen Team Gold in der Mannschaftswertung.
2009 wurde er Achter beim Rotterdam-Marathon sowie Siebter beim Rotterdam-Halbmarathon und 2010 Fünfter beim CPC Loop Den Haag.
2011 stellte er beim Xiamen-Marathon mit 2:08:07 h einen Streckenrekord auf.
Robert Kipkorir Kipchumba ist 1,73 m groß, wiegt 53 kg und gehört der kenianischen Armee an. Er ist seit 2000 verheiratet und hat zwei Kinder. Er lebt auf einer Farm im Trans-Nzoia District und trainiert im nahegelegenen Kapcherop.

## Persönliche Bestzeiten
- 3000 m: 7:44,36 min, 4. Juli 2001, Lausanne
  - Halle: 7:46,49 min, 22. Februar 2004, Peania
- 5000 m: 13:19,76 min, San Sebastián
  - Halle: 13:23,56 min, 20. Februar 2004, Birmingham
- 10.000 m: 27:25,55 min, 24. August 2001, Brüssel
- Halbmarathon: 59:28 min, 10. September 2006, Rotterdam
- Marathon: 2:08:07 h, 2. Januar 2011, Xiamen